# Steve Clarke
Stephen Clarke, mais conhecido como Steve Clarke (Saltcoats, 29 de Agosto de 1963), é um treinador e ex-futebolista escocês. Atualmente comanda a Seleção Escocesa.

## Carreira
Clarke iniciou sua carreira no futebol profissional aos dezenove anos, atuando pelo Saint Mirren. Em fevereiro de 1987, acabou sendo contratado pelo Chelsea, que pagou quatrocentos e vinte e duas mil libras por seu passe. Permaneceu durante onze temporadas nos Blues, onde disputou 421 partidas (quinto maior número de presenças da história do clube) e, foi eleito o melhor atleta do clube em 1994. Em sua última temporada, esteve presente na conquista do segundo título internacional da história do clube: a Recopa Europeia, sendo na final, sua última aparição profissional. Em 2005, através de uma votação, Clarke foi eleito para a seleção da história do Chelsea, ficando na lateral-direita.

## Como treinador

### Newcastle United
Em 1998, logo após se aposentar, foi contratado como assistente do neerlandês Ruud Gullit, seu antigo companheiro de Chelsea, e foi durante uma partida, o treinador da equipe, após a renúncia de Gullit.

### Chelsea
Após uma temporada no comando das categorias de base do Chelsea, Clarke assumiu como assistente do português José Mourinho. Durante a permanência de Mourinho, os Blues conquistaram cinco títulos, tendo Clarke sempre presente. Em setembro de 2007, quando Mourinho foi demitido, Clarke continuou como assistente do israelense Avram Grant, que também tinha consigo, o neerlandês Henk ten Cate como assitente.
Após a demissão de Grant, a imprensa inglesa especulou que Clarke pudesse assumir o comando da equipe, ou fosse anunciado como assistente de David Moyes no Everton, mas acabou sendo mantido no clube pelo brasileiro Luiz Felipe Scolari, que citou sua "importância para a história do clube".

### West Ham United
Em 12 de setembro de 2008, Clarke apresentou sua renúncia para a diretoria do Chelsea, com a intenção de virar o assistente do italiano Gianfranco Zola (seu antigo companheiro de Chelsea) no West Ham United. De início, foi recusado, mas após alguns dias de discussão, Clarke acabo sendo liverado para assinar com os Hammers.
Em 10 de junho de 2010, após permanecer durante duas temporadas nos Hammers como assistente de seu ex-companheiro de Chelsea, Gianfranco Zola, acabou saindo do clube após quase ser rebaixado (ficando apenas uma posição acima da zona de descenso) e a saída do próprio Zola.

### Liverpool
Foi anunciado em 10 de janeiro de 2011 como novo membro da comissão técnica do Liverpool, assumindo a função pertencente a Kenny Dalglish, que assumiu interinamente como treinador do clube, após a demissão de Roy Hodgson.

### West Bromwich Albion
Foi anunciado como novo treinador do West Bromwich Albion em 8 de junho de 2012, assinando um contrato de duas temporadas. Foi o primeiro trabalho de Clarke como treinador principal de um clube, durante um ano e 5 meses, até que o WBA o afastasse do comendo técnico da agremiação. Clarke permaneceu sob contrato com o West Bromwich até maio de 2014, quando deu lugar a Pepe Mel. Após isso, Steve Clarke seguiu para o Reading.